# Pratt & Whitney R-1830

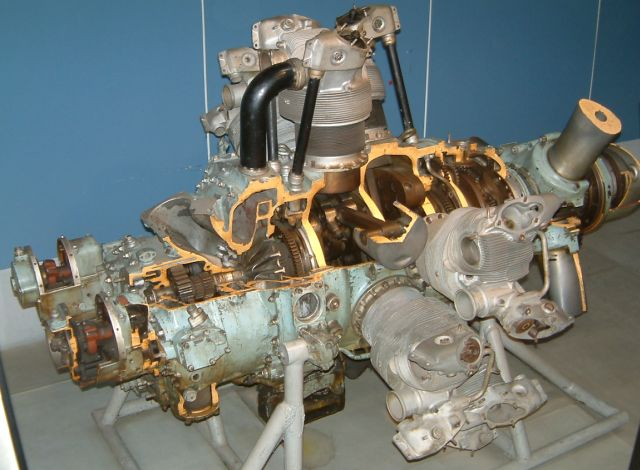
Un Pratt & Whitney R-1830 Twin Wasp sezionato, esposto al Transportation Museum di Tokyo

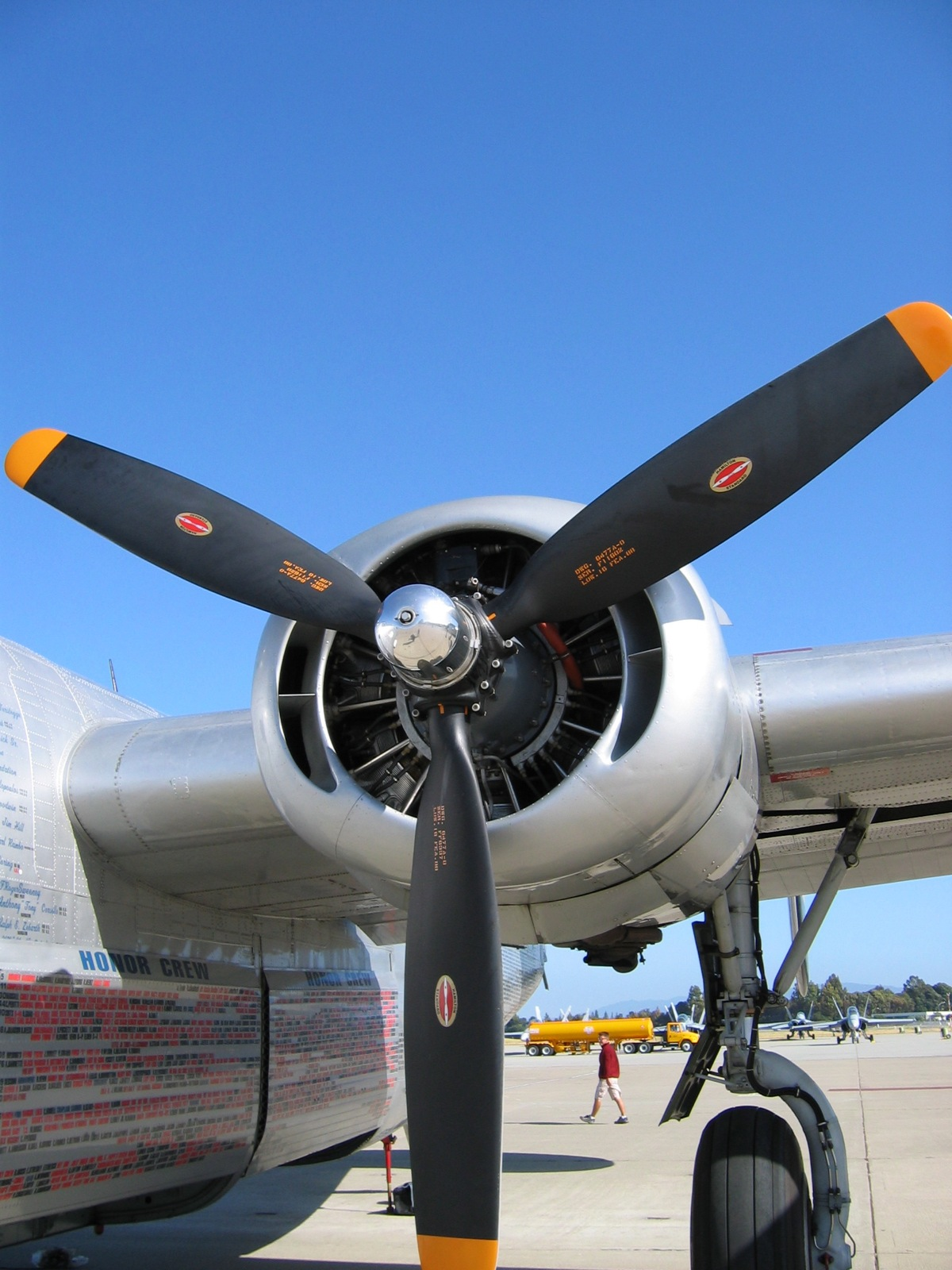
Il Pratt & Whitney R-1830 Twin Wasp Nr.2 di un Consolidated B-24 Liberator

Il Pratt & Whitney R-1830 Twin Wasp era un motore aeronautico radiale 14 cilindri a doppia stella raffreddato ad aria, prodotto dalla statunitense Pratt & Whitney nel periodo che va dalla metà degli anni trenta sino alla fine degli anni quaranta.
Il Twin Wasp risulta essere il motore aeronautico radiale utilizzato in maggior numero tra quelli prodotti negli Stati Uniti d'America nel periodo a cavallo della seconda guerra mondiale.

## Storia
Con l'arrivo dell'ingegnere progettista Frederick Brant Rentschler, nel 1925 la Pratt & Whitney gettò le basi per la realizzazione di un'unità che soddisfacesse le specifiche della richiesta della U.S. Navy per un nuovo motore radiale raffreddato ad aria. Questo portò alla progettazione del R-1830 Twin Wasp, unità che si aggiudicò quell'appalto, divenendo il motore standard degli aerei della U.S. Navy, e che dall'inizio degli anni trenta equipaggiò un gran numero di caccia, bombardieri ed aerei da trasporto, sia di progettazione statunitense che estera.
Per soddisfare, nelle sue varie versioni, le esigenze belliche durante la seconda guerra mondiale, negli anni di produzione che vanno dal 1932 al 1951, il Twin Wasp fu costruito in ben 173.618 unità, risultando il motore aeronautico più prodotto in tutta la storia dell'aviazione.

## Versioni
- R-1830-13 - 575 hp (429 kW)
- R-1830-24 -
- R-1830-33 -
- R-1830-36 - 1 200 hp (895 kW)
- R-1830-41
- R-1830-43 - 1 200 hp (895 kW)
- R-1830-49 - 1 200 hp (895 kW)
- R-1830-64 - 900 hp (671 kW)
- R-1830-65 - 1 200 hp (895 kW)
- R-1830-75 - 1 200 hp (895 kW)
- R-1830-76 - 1 200 hp (895 kW)
- R-1830-82 - 1 200 hp (895 kW)
- R-1830-86 - 1 200 hp (895 kW)
- R-1830-9 - 950 hp (708 kW)
- R-1830-90 B - 1 200 hp (895 kW)
- R-1830-90 C - 1 350 hp (990 kW)
- R-1830-92 - 1 200 hp (895 kW)
- R-1830-94 - 1 200 hp (895 kW)
- R-1830-S1B3-G - 1 000 hp (745 kW)
- R-1830-S1C3-G - 1 200 hp (895 kW)
- R-1830-S3C4-G - 1 200 hp (895 kW)
- R-1830-S4C4-G - 1 200 hp (895 kW)
- R-1830-SC3-G - 1 050 hp (783 kW)

## Velivoli utilizzatori
Francia
- Bloch MB.176
- Lioré et Olivier LeO 453

 Australia
- Bristol Beaufort
- CAC Boomerang
- CAC Woomera

 Canada
- Burnelli CBY-3

 Finlandia
- VL Myrsky

 Regno Unito
- Short Sunderland Mk.V
- Vickers Wellington Mk.IV

 Stati Uniti
- Consolidated B-24 Liberator
- Consolidated PBY Catalina
- Consolidated PB2Y Coronado
- Consolidated PB4Y Privateer
- Curtiss P-36 Hawk
- Douglas C-47
- Douglas DB-7 (solo nei primi prototipi)
- Douglas DC-3
- Douglas TBD Devastator
- Grumman F4F Wildcat
- Martin M-130
- Martin Maryland
- Republic P-43 Lancer
- Seversky P-35
- Vultee P-66 Vanguard

 Svezia
- FFVS J 22
- Saab 17
- Saab 18A

Anche l'Italia dovrebbe risultare tra gli utilizzatori, in quanto nel dopoguerra vennero rimotorizzati con il motore i questione i Siai Marchetti S.M.82.

## Motori comparabili
Regno Unito
- Bristol Hercules

 Stati Uniti
- Wright R-1820 Cyclone 9